# Condado de Marion (Alabama)
O Condado de Marion é um dos 67 condados do estado norte-americano do Alabama. De acordo com o censo de 2022, sua população é de 29.156 habitantes. A sede do condado e sua maior cidade é Hamilton. O condado foi fundado em 1818 e teve o seu nome dado por John Dabney Terrell Sr. em reconhecimento a Francis Marion (c. 1732–1795), general e herói da Guerra da Independência dos Estados Unidos. Trata-se de um dry county, embora se permita a venda de bebidas nas cidades de Guin, Hamilton e Winfield.

## História
O condado foi criado pela Assembléia Geral do Território do Alabama em 13 de fevereiro de 1818, precedendo a formação do estado do Alabama em quase dois anos. Se originou a partir de terras cedidas pelos chickasaws no Tratado de 1816. O condado de Marion outrora incluiu todo o território ou partes dos atuais condados de Winston, Walker, Fayette e Lamar, no estado do Alabama, bem como porções dos atuais condados de Lowndes, Monroe e Itawamba, no Mississippi. Seu nome é uma homenagem ao general da Guerra Revolucionária Americana, Francis Marion, herói da Carolina do Sul, também conhecido com "A Raposa do Pântano" ("The Swamp Fox").
Muitos dos primeiros colonos vieram do Kentucky e do Tennessee, após o general Andrew Jackson estabelecer a Military Road. As primeiras vilas da região foram Pikeville, Hamilton (antigamente chamada de Toll Gate), Winfield e Guin.
A primeira sede do condado foi estabelecida em Cotton Gin Port, no ano de 1818, próximo a Amory. Em 1820, a primeira sede permanente foi estabelecida em Pikeville, agora uma cidade-fantasma, localizada entre as atuais Hamilton e Guin, ao longo da U.S. Highway 43. Embora esteja atualmente abandonada, a casa do juiz John Dabney Terrell Sr., que serviu como o terceiro tribunal do estado, ainda permanece de pé. Pikeville serviu como sede do condado até 1882.
Nesse ano, a sede foi transferida para Hamilton. A primeira corte de Hamilton foi destruída pelo fogo em 30 de março de 1887, e a segunda, construída no mesmo local, também se incendiou. A nova corte foi construída em 1901 e, em 1959, passou por uma significante remodelação arquitetônica.

## Geografia
De acordo com o censo, sua área total é de 1930 km², destes sendo 1922,5 km² de terra e 7,5 km² de água.

### Condados adjacentes
- Condado de Franklin, norte
- Condado de Winston, leste
- Condado de Walker, sudeste
- Condado de Fayette, sul
- Condado de Lamar, sudoeste
- Condado de Monroe (Mississippi), sudoeste
- Condado de Itawamba (Mississippi), oeste

## Transportes

### Principais rodovias
- Interstate 22
- U.S. Highway 43
- U.S. Highway 78
- U.S. Highway 278
- State Route 13
- State Route 17
- State Route 19
- State Route 44
- State Route 74
- State Route 129

### Ferrovias
- BNSF Railway
- Norfolk Southern Railway

### Aeroporto
- Marion County-Rakin Fite Airport

## Demografia
De acordo com o censo de 2022:
- População total: 29.156
- Densidade: 15 hab/km²
- Residências: 14.206
- Famílias: 11.131
- Composição da população:
  - Brancos: 93,4%
  - Negros: 4,4%
  - Nativos americanos e do Alaska: 0,5%
  - Asiáticos: 0,3%
  - Nativos havaianos e outros ilhotas do Pacífico: 0,1%
  - Duas ou mais raças: 1,4%
  - Hispânicos ou latinos: 2,7%

## Comunidades

### Cidades
- Guin
- Haleyville (parcialmente no condado de Winston)
- Hamilton (sede)
- Winfield (parcialmente no condado de Fayette)

### Vilas
- Bear Creek
- Brilliant
- Glen Allen (parcialmente no condado de Fayette)
- Gu-Win (parcialmente no condado de Fayette)
- Hackleburg
- Twin

### Comunidades não-incorporadas
- Barnesville
- Bexar
- Byrd
- Pigeye
- Pull Tight
- Shottsville
- South Haleyville
- Texas

### Cidade-fantasma
- Pikeville